# Albino Núñez Domínguez
Pour les articles homonymes, voir Núñez et Domínguez.
 (mai 2012).
Albino Núñez Domínguez, né à San Pedro da Mezquita (paroisse de A Merca, province d'Ourense) le 13 décembre 1901 et mort à Ourense le 7 février 1974, est un écrivain, pédagogue et poète espagnol d'expression galicienne.

## Biographie
Albino Núñez Domínguez a étudié à l'École Normale d'Ourense, et fut le « disciple préféré de Vicente Risco, Felipe Pedreira, José Soler et de madame Araceli Ancochea » (A Vilanova). Il a été enseignant à Amoroce (commune de Celanova) et à Maceda (Ourense).
En 1932, l'Association de Travailleurs de l'Enseignement d'Ourense (A.T.E.O.), dont il est président, publie une revue pédagogique appelée « Escola del Treball ». Elle connut le succès pendant deux ans, avec vingt-six numéros publiés. On attribue cette réussite à Albino Núñez Domínguez, « un enseignant passionné par sa profession et porteur d'idées novatrices, qui a eu comme collaborateurs tout le Conseil de la Direction de cet ancien périodique, « la República », et la grande quantité de maîtres républicains dispersés dans la province d'Ourense » (Joam C. Chilhon Iglesias).
La revue remet en question les méthodes d'enseignement actuelles et propose de nouvelles pistes. Dans la revue « Escola del Trabajo », Albino Núñez introduit les méthodes de l'École nouvelle, basées sur les doctrines pédagogiques les plus récentes et sur les tentatives empiriques pour les réaliser. Ce fut le premier média à faire connaître aux écoles de la province d'Ourense les nouvelles techniques pédagogiques (Montessori, Kerschensteiner, Decroly, Dewey, Cousinet, etc.).
Reconnu comme opposé au Corps de Directeurs Scolaires, Núñez Domínguez est transféré au Groupe Scolaire « Concepción Arenal » de La Corogne, où il continue à développer les nouvelles techniques scolaires, en établissant des « nouvelles fins » de l'éducation et en orientant vers ces fins l'œuvre sociale de l'école « par des moyens psychobiologiques d'adaptation du comportement ».
La guerre civile brise ses aspirations humanistes pendant qu'il est directeur du Groupe Scolaire « Concepción Arenal ». À partir de 1936, il se consacre à l'enseignement privé, d'abord en Lugo, et plus tard à Ourense où il fonde en 1949, le centre d'enseignement « Estudios Galicia ».
L'intérêt de ce centre était l'attention à la formation d'enseignants qui porteraient ensuite dans leurs classes les nouvelles techniques d'enseignement, faisant ainsi le lien entre sa revue « Escuela del Trabajo » et permettant de divulguer des méthodes de pédagogie avancée dans la province d'Ourense.
En août 1959, il est réhabilité, d'abord comme enseignant et ensuite comme directeur scolaire, et occupe son dernier poste dans la ville de A Estrada (province de Pontevedra).
Il décède à Ourense le 7 février 1974. Le Centre d'E.G.B. de Casardomato (Ourense) porte son nom sur proposition de la Corporation municipale (1980).

## Œuvre publiée
Une grande partie de l'œuvre d'Albino Núñez Domínguez reste ignorée. On peut citer parmi ses travaux :
- Parnaso Galaico (1956)
- Musa Galega (1957)
- A nosa fala (1958)
- Maruxa ou a femineidade (1958)
- Grandezas e miserias da nosa terra (1959)
- Nin lendas negras nin historias brancas (1962)
- Toponimia galaica (1965)
- Romance de Castrelo de Miño

De même, il est l'auteur du livre Temas de pedagogía (Ourense, 1963), où est repris son ideario (idée, idéal) éducatif, basé sur ses expériences personnelles et sur ses lectures approfondies des pédagogues de son temps.
C'est un livre curieux dans son origine: il est né à la suite de ses leçons aux élèves, qui, comme des copistes, ont rassemblé avec fidélité ses propos, et ont rendu possible leur édition. Il y aborde, dans sa presque totalité, la problématique éducative, en montrant la grande capacité de synthèse de l'auteur et sa clarté d'exposition. Il défend l'école active et fonctionnelle, le respect à la liberté en instruisant et préconisant la méthode heurístico-socrático comme la plus appropriée pour l'apprentissage de la science.
Indépendamment de sa tâche éducative, Núñez Domínguez a effectué des études géographiques, toponymiques et littéraires, a collaboré avec la presse — La Región, La Voz de Galicia, Faro de Vigo, La Noche, Lar, Vieiros, ABC, El Pueblo Gallego, Irmandade (Caracas), etc. — et a traduit en galicien les poèmes d’Antonio Machado.